# Fähre Darová

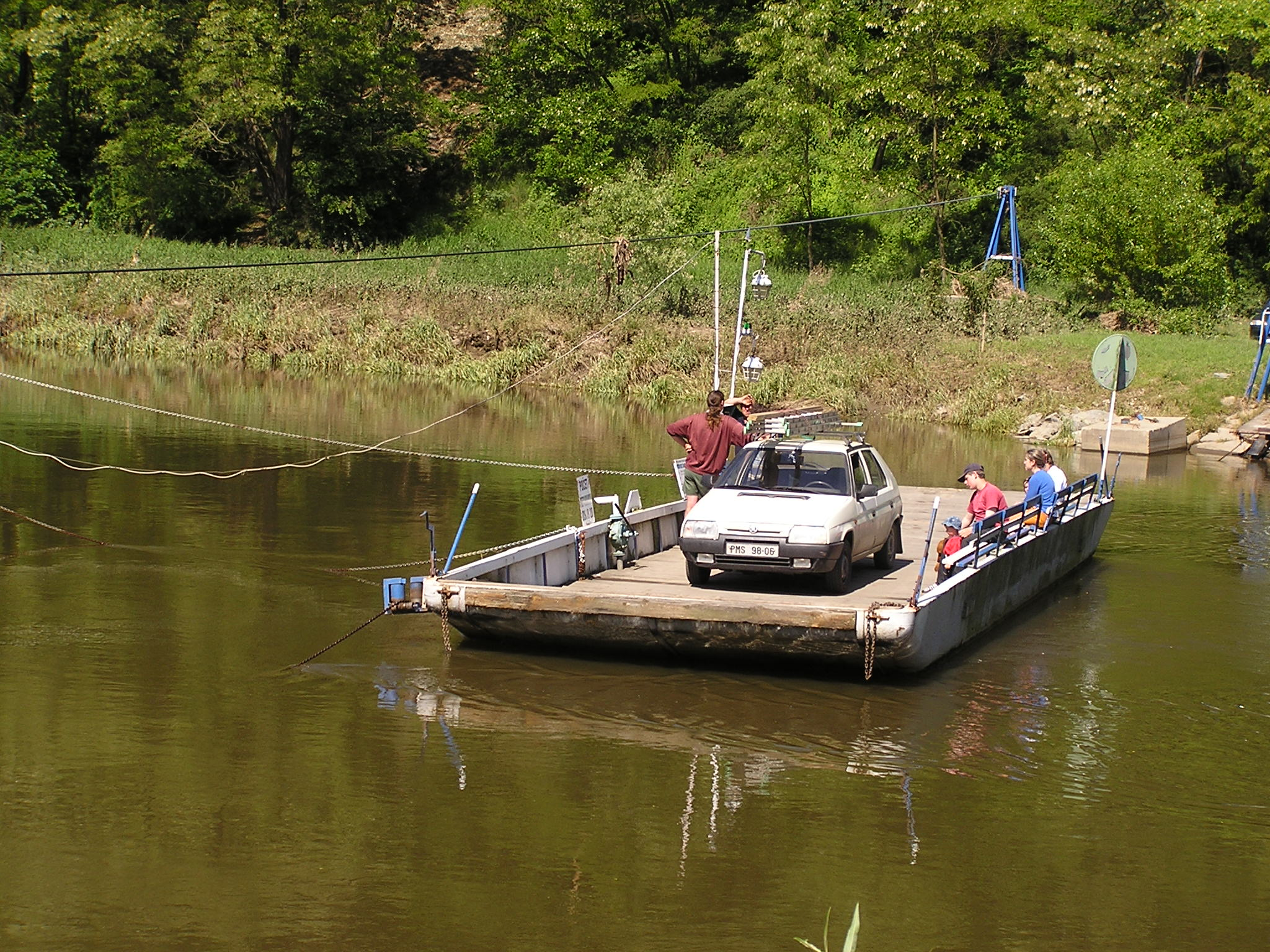
Fähre Darová

Die Fähre Darová ist eine Gierseilponte über den tschechischen Fluss Berounka. Das Schiff verbindet das Dorf Darová (Teil der Gemeinde Břasy im Bezirk Rokycany) am rechten Ufer mit dem Dorf Nynice (Teil der Gemeinde Hromnice im Bezirk Plzeň) am linken Ufer. Ihre Geschichte reicht vermutlich bis ins 18. Jahrhundert zurück.
Seit 1982 transportiert sie sowohl Personen als auch Pkw und Lkw (Lastkahnkapazität 8 Tonnen). Der Kahn wird an Ketten von einer elektrischen Katze gezogen, die sich entlang eines starken Stahlkabels bewegt, das zwischen Masten über dem Fluss gespannt ist.

## Geschichte
Die Fähre wurde bereits bei der ersten Kartierung durch das Militär 1764–1768 erfasst. Nach anderen militärischen Kartierungen verbanden insgesamt 7 Fähren Břasy mit dem gegenüberliegenden Ufer, und zwar bei Valentovským mlýn, Nadryby, Kostelec, Darová, U Kolečků, Planá und Kaceřov. Als Gründungsjahr der Fähre wird beispielsweise auch 1830 genannt (im Brückenpass ist die Darová-Fähre unter der Nummer 2316/001 aufgeführt und als Baujahr wird hier 1830 angegeben), 1895 oder 1973.
Am 12. Februar 1869 starb Antonín Ježek aus Darová Nr. 21, Einwohner und Fährmann in Darová, im Alter von 68 Jahren. Sein Sohn Antonín Ježek übernahm die Fähre. Im Jahr 1942 war der Fährmann Josef Sinkule, im Jahr 1949 Alois Sajdl mit einem Gehalt von 1000 CZK im Monat tätig. 1921 kauften der Bezirk Plzeňský (3/5) und der Bezirk Rokycanský (2/5) das Gasthaus Nr. 27 in Darová, das als Fährhafen dient. Ab 1921 war Václav Žížek der Beförderer und Pächter des Fährdienstes, die für damals zwanzig Pfennige den ganzen Tag über beliebig oft genutzt werden konnte. Es standen eine Fähre und drei frei fahrende Boote zur Verfügung. Parallel zum Transportgeschäft betrieb Václav Žížek auch ein Gasthaus in der Nr. 27. Nach seinem Tod am 13. März 1941 übernahm sein Sohn Ladislav Žížek den Betrieb. Bei der Rettung des Lastkahns vor Treibeis erkältete sich Ladislav und starb am 23. April 1942 im Alter von 26 Jahren. Darauf wurde Josef Sinkule Betreiber der Fähre. Im Oktober 1950 wurde ein neues Fährschiff mit einer Tragfähigkeit von 5 Personen in Betrieb genommen. 1954 wurde ein Holzkahn mit einer Tragfähigkeit von 120 Erwachsenen und einer Fläche von 96 m² in Betrieb genommen. Ursprünglich sollte es von Rudolf Vorl, einem Tischlermeister, gebaut werden, aber da es nicht möglich war, die erforderliche Menge an Bauholz für das OSP in Rokycany zu beschaffen, wurde es von Stavoprav in Plzeň hergestellt. Am 1. September 1958 übernahm die Straßenmeisterei Rokycany den Betrieb. Im Jahr 1958 betrugen die wöchentlichen Kosten des Fährbetriebs 1.243,16 CZK. 1966 transportierte die Fähre Marie Seidlová. Seit dem 9. September 1968 war Eliška Králová für den Betrieb, der täglich ganzjährig von 6.00 bis 18.00 Uhr erfolgte, zuständig. Ab 1975 übernahmen František Klíma und Vlasta Klímová den Betrieb und der manuelle Antrieb des Schiffes wurde durch einen elektrischen ersetzt.

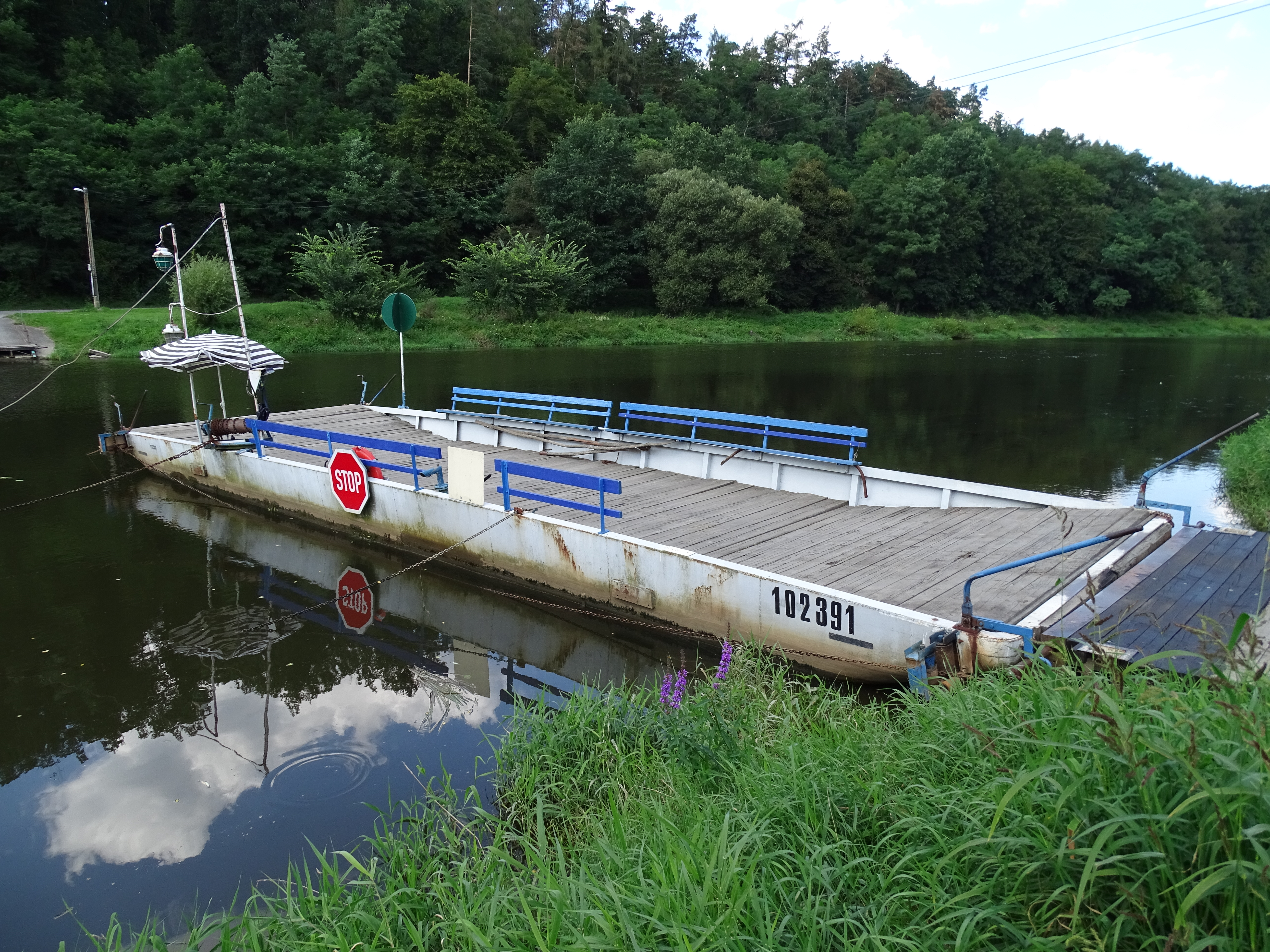
Fähre am linken Ufer des Berounka

Im Jahr 1982 wurde der bei einer Überschwemmung beschädigte Holzkahn durch einen von der Gemeinde Pňov-Předhradí gekauften Stahlkahn ersetzt. Es wurde 1957 in Kolín hergestellt und war ursprünglich bei der Fähre Oseček, die 1978 eingestellt wurde, im Einsatz. Dieser Lastkahn transportierte auch Fahrzeuge, darunter Traktoren und Lastwagen, und war durch ein oberes Führungskabel auf Stahlsäulen gesichert. Der ursprüngliche Holzkahn wurde für die Verfilmung des Musicals „Yentl“ mit Barbra Streisand an das Filmstudio Barrandov verkauft und in das Dorf Vrbno gebracht.
Das Gesetz über den Landverkehr 13/1997 Slg. betrachtet Fähren nicht mehr als Teil des Landverkehrs, weshalb die Bezirksstraßenverwaltung in Rokycany die Fähre nicht mehr betreiben konnte. Die SÚS übertrug die Fähre inklusive Hausnummer 27 unentgeltlich in die Gemeinde Břasy. Der Verband der Gemeinden Břasy und Hromnice nahm am 1. August 1997 unter dem Namen Přívoz Darová (IČ 483 83 376) den Fährbetrieb auf. Die Transporter des Gemeindeverbandes wurden von der Verwaltung und Instandhaltung der Straßen übernommen, transportiert von Zoltán und Dagmar Karik aus Dar ová. Ab dem 1. Oktober 1999 mietete Karel Prokýšek aus Plané eine Fähre vom Gemeindeverband. Nach dem Hochwasser im August 2002 wurde eine Generalreparatur der Anlegestellen durchgeführt, neue Zugänge hergestellt und das Führungsseil ersetzt
Im Oktober 2002 wurde die Fähre einschließlich des Hauses an STAS – STANĚK s.r.o. verkauft. Der Fährmann war Josef Šišiak. Im Jahr 2011 transportierte die Fähre den damaligen Präsidenten der Republik, Václav Klaus. Im Jahr 2013 war die Fähre nicht mehr in Betrieb.
Im Juli 2013 kaufte die Gemeinde Břasy die Fähre erneut von František Staňko. Im Januar 2014 erhielt die Gemeinde eine Konzession für die Binnenschifffahrt und nahm am 15. Januar 2014 den kostenlosen Betrieb in begrenztem Umfang auf. Der einzige Fährbetreiber war Herr Václava Fráz. Ab März 2014 wurde der Transport wieder zu den ursprünglichen Preisen abgerechnet (Person oder Motorrad 10 CZK, Auto 20 CZK, LKW 40 CZK) und 5 neue Transporteure begannen zu lernen, darunter Jan Štajf in Vollzeit und weitere vier für gelegentliche Hilfe. Am 1. August 2014 wurden die Betriebszeiten bis 20 Uhr verlängert und Josef Šišiak wurde zweiter Fährmann. Im Oktober 2014 wurde der Betrieb von Václav Fráz auf Jan Štajf übergeben. Im August 2014 drehte das Tschechische Fernsehen Szenen für die Kurzgeschichtenserie „Skoda lásky“ auf der Fähre.
Im Jahr 2017 schloss die Gemeinde Břasy die Rekonstruktion des Betriebsgebäudes für drei Millionen Kronen ab – reparierte die Dächer, ersetzte die Fenster, Türen, die Isolierung gegen Feuchtigkeit, das Innere des Gebäudes und installierte einen Gasanschluss. Vor der Saison 2018 reparierte die Gemeinde das Boot.
Die Region Pilsen beteiligt sich seit 2014 am Betrieb der Fähre, im Jahr 2019 hat sie 320.000 CZK beigesteuert.
Einem Artikel vom Februar 2019 zufolge transportiert die Fähre jährlich Zehntausende Menschen und 24.000 Autos.